# 谷山毅
谷山 毅（たにやま たける、1999年4月18日 - ）は、日本の俳優、元子役である。
東京都港区出身。テアトルアカデミー（旧劇団コスモス）所属。

## 出演

### テレビドラマ
- さわやか3組 第11話（2004年、NHK教育テレビ） - 高橋公平（幼少） 役
- 火曜サスペンス劇場 温かな指輪（2004年、日本テレビ） - 木羽健太 役
- ファイト（2005年、NHK） - 駒田哲也 役
- 金曜エンタテイメント 熱血シングル・ファザー〜新聞記者・新庄圭吾の事件ファイル〜2（2005年、フジテレビ） - 新庄慧 役
- ヤ・ク・ソ・ク（2005年、TBS） - 宗太 役
- 奇跡の夫婦愛スペシャル 虹を架ける王妃（2006年、フジテレビ） - 李玖 役
- マイ☆スイートホーム〜夢野大吉・夢を売ります〜（2007年、日本テレビ） - 毛利竜也 役
- どんど晴れ（2007年、NHK） - 大樹 役
- 土曜ミッドナイトドラマ コインロッカー物語 第3話（2008年、テレビ朝日） - 潮 役
- ウォーキン☆バタフライ（2008年、テレビ東京）
- 東京少女桜庭ななみ 小さな恋（2008年、BS-i）
- ラブレター（2008年、TBS） - 塚越隼人 役
- トミカヒーロー レスキューフォース 第46話（2009年、テレビ朝日）
- 白い春（2009年、フジテレビ） - 健一 役
- 娼婦と淑女（2010年、東海テレビ） - 友造 役
- 龍馬伝（2010年、NHK） - 望月亀弥太（少年期） 役
- スクール!!（2011年、フジテレビ） - 谷本毅 役
- 土曜ワイド劇場 拘置所の女医（2011年、テレビ朝日）- 松本将弘 役
- 戦力外捜査官 第1話（2014年、日本テレビ） - 安藤 役

### 映画
- 星になった少年（2005年） - 小川貴生 役
- サイドカーに犬（2007年） - 近藤透 役
- SPACE BATTLESHIP ヤマト（2010年） - 古代守（幼少） 役

### 声優
2016年
- 遊☆戯☆王 THE DARK SIDE OF DIMENSIONS - 少年マニ 役

### CM
- 東急グループ
- au ワンセグラインナップ
- マクドナルド フィッシュマックディッパー
- アガツマ CAT CHAT
- ブシロード ヴァンカード（2011年）

### モバイルドラマ
- FLOWER SHOP DIARY 第1話 泥だらけの訪問者（2009年11月、レコチョク・music.jp・dwango.jp、ユニバーサルJFilm） - 裕太 役